# Fishburn
Die Fishburn war das größte der drei Versorgungsschiffe der First Fleet, der ersten englischen Flotte zur Gründung der Sträflingskolonie Australien mit einem Fassungsvermögen von 378 Tonnen. Das auch mit sechs Kanonen ausgerüstete Schiff wurde 1780 in Whitby gebaut. Es lief am 13. Mai 1787 unter dem Kommando von Kapitän Robert Brown von Portsmouth aus und erreichte Port Jackson inn Australien am 26. Januar 1788.
Anfang September befahl Gouverneur Arthur Phillip der Golden Grove, einem kleineren Versorgungsschiff, und der Fishburn nach Norfolk Island abzulegen, auf der sich eine weitere australische Sträflingskolonie befand. Die Fishburn kehrte am 10. November nach Sydney zurück und brachte neue Masten mit, die sie für ihre Rückkehr benötigten.
Am 19. November 1788 verließ die Fishburn Port Jackson gemeinsam mit der Golden Grove. Damit sich einige sehr schwer an Skorbut erkrankte Besatzungsmitglieder erholen konnten, blieb die Fishburn einige Tage auf den Falklandinseln, wo sie bis zum 3. Februar blieben. Am 1. April 1789 verlor die Fishburn die Sicht auf die Golden Grove und erreichte zuerst die Isle of Wight und kam am 25. Mai 1789 in Deptford in England an.
Sie wurde am gleichen Tag außer Dienst gestellt und ging im Oktober 1789 in einem  Sturm vor Gun Fleet Sand verloren.